# Lusthaus

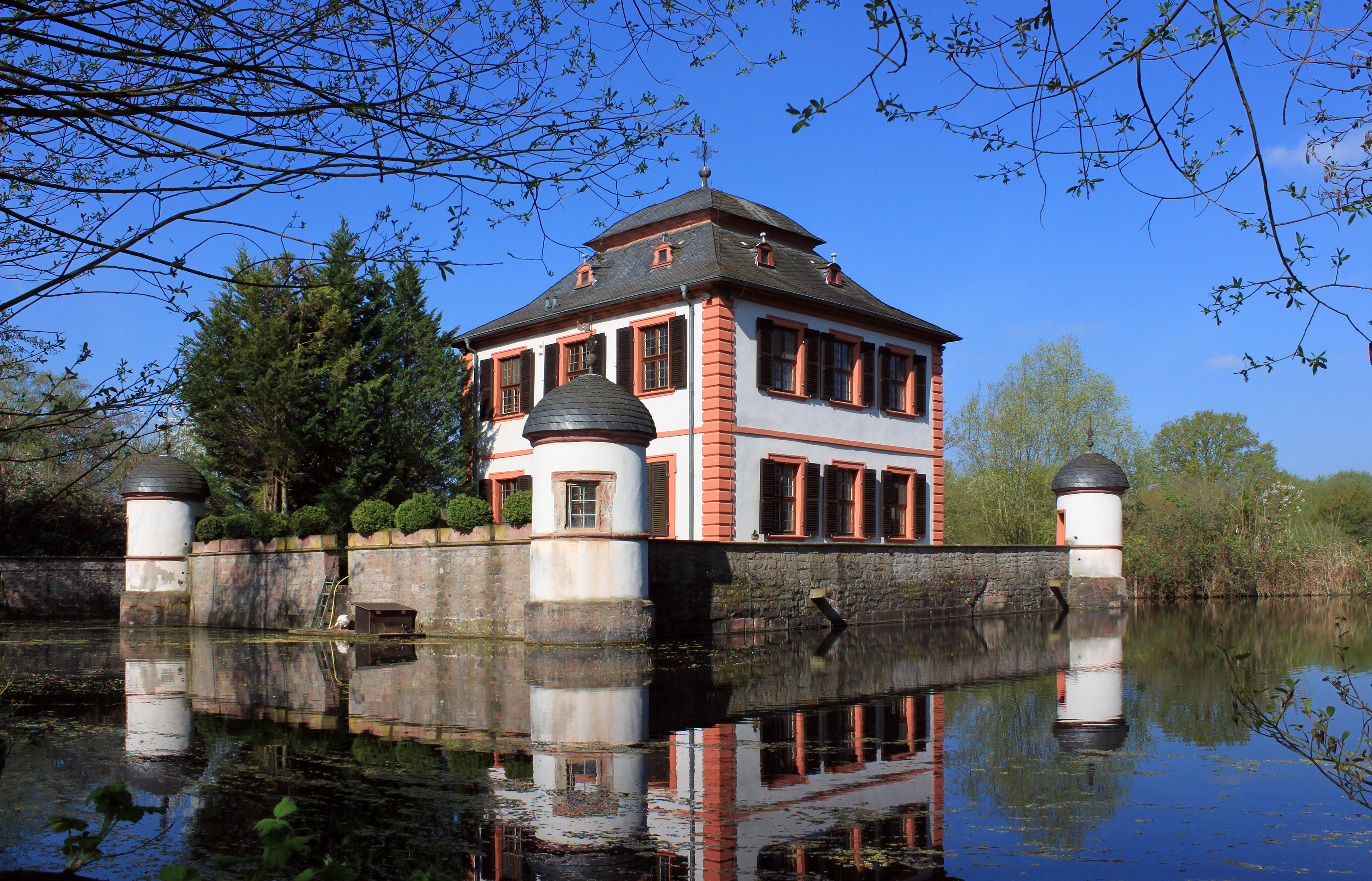
Sogenannte Wasserburg Seligenstadt, barockes Lusthaus (ca. 1700–1705) der Äbte von Seligenstadt mit Wassergraben und Zugbrücke, Hessen

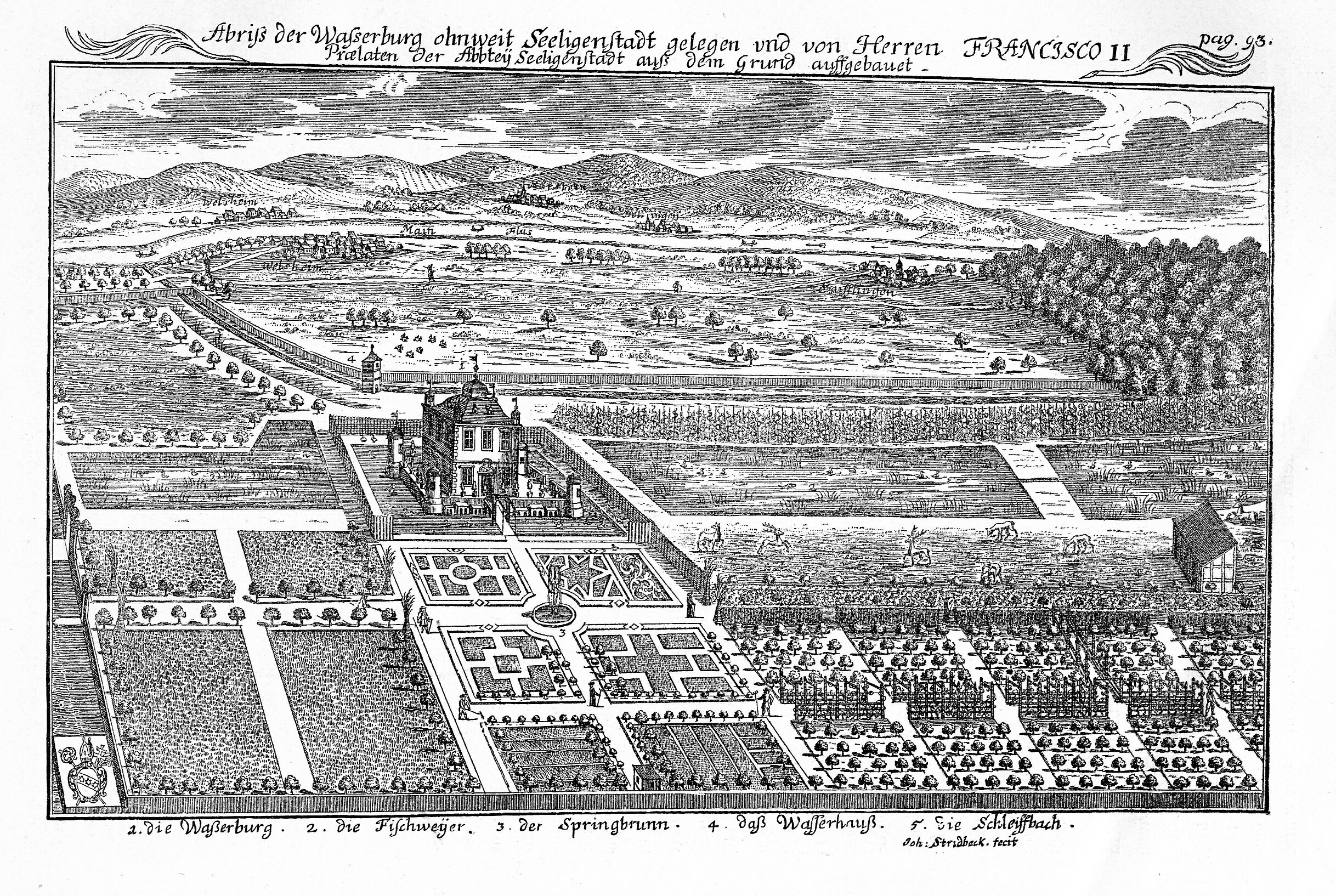
„Wasserburg Seligenstadt“, alte Ansicht des 18. Jahrhunderts

Ein Lusthaus war in der höfischen Kultur der Renaissance und des Barocks – zumeist in öffentlichen Parks in Residenzstädten – ein größeres Veranstaltungshaus für Feste, Empfänge und gesellschaftliche Veranstaltungen. Hier wurden größere und kleinere Festlichkeiten veranstaltet, Festmähler ausgerichtet und getanzt.
Diese städtischen Lusthäuser beherbergten Ballsäle, Theaterbühnen und Sammlungen als Kuriositätenkabinett; damit waren sie Vorläufer der späteren Hoftheater.
Als Lusthaus wird auch ein in einem Park errichtetes pavillonartiges Haus bezeichnet, das dazu dient, darin zu verweilen und sich die Zeit zu vertreiben.
Diese kleinen Lusthäuser befinden sich zumeist in Parkanlagen des Adels oder in Wäldern, die als Jagdgebiete dienten. Sie dienten wie auch Lustschlösser als private Rückzugsorte oder Jagdschlösschen.

## Die Entwicklung der Lusthäuser in Renaissance und Barock
Lusthäuser, die im Heiligen Römischen Reich in der Nähe von Residenzschlössern errichtet werden, verzichten im 16. und 17. Jahrhundert selten auf Ecktürme. Das italienisch beeinflusste Belvedere in Prag (1537) ist eine Ausnahme.
Bei den Lusthäusern in Stuttgart (1548), Gottesau (1587), Kassel (1570), und Saarbrücken (1575–1577) prägen die runden oder polygonalen Ecktürme das Erscheinungsbild entscheidend.
Zu einer besonderen Wirkung wird das Turmmotiv beim Stuttgarter Lusthaus durch eine zwischen Turm und Außenwand geschobene und von Arkaden getragene Galerie gebracht. Der Vorgängerbau hatte sich noch mit Erkern an den Gebäudeecken begnügt. Eine gänzlich andere Lösung wird für das Lusthaus in Berlin (1650) gefunden, das sich als eine dem Zentralbau angenäherte, axialsymmetrische Komposition von vier Pavillons und zwei Türmen darstellt. Auch wenn Schloss Stern bei Prag (1555) mit Bastionen umgeben wird, verbinden sich damit keine militärischen Überlegungen. Das Gebäude ist Lustschloss und Jagdschloss zugleich. Sein Grundriss mit sechs rhomboiden Eckräumen und einem runden Mittelsaal variiert das Thema der Bastion. Die heute fehlenden kleinen Türmchen an den Gebäudeecken sollten die Gebäudeform zusätzlich als „Wehrform“ zu erkennen geben.

### Lusthäuser der Renaissance

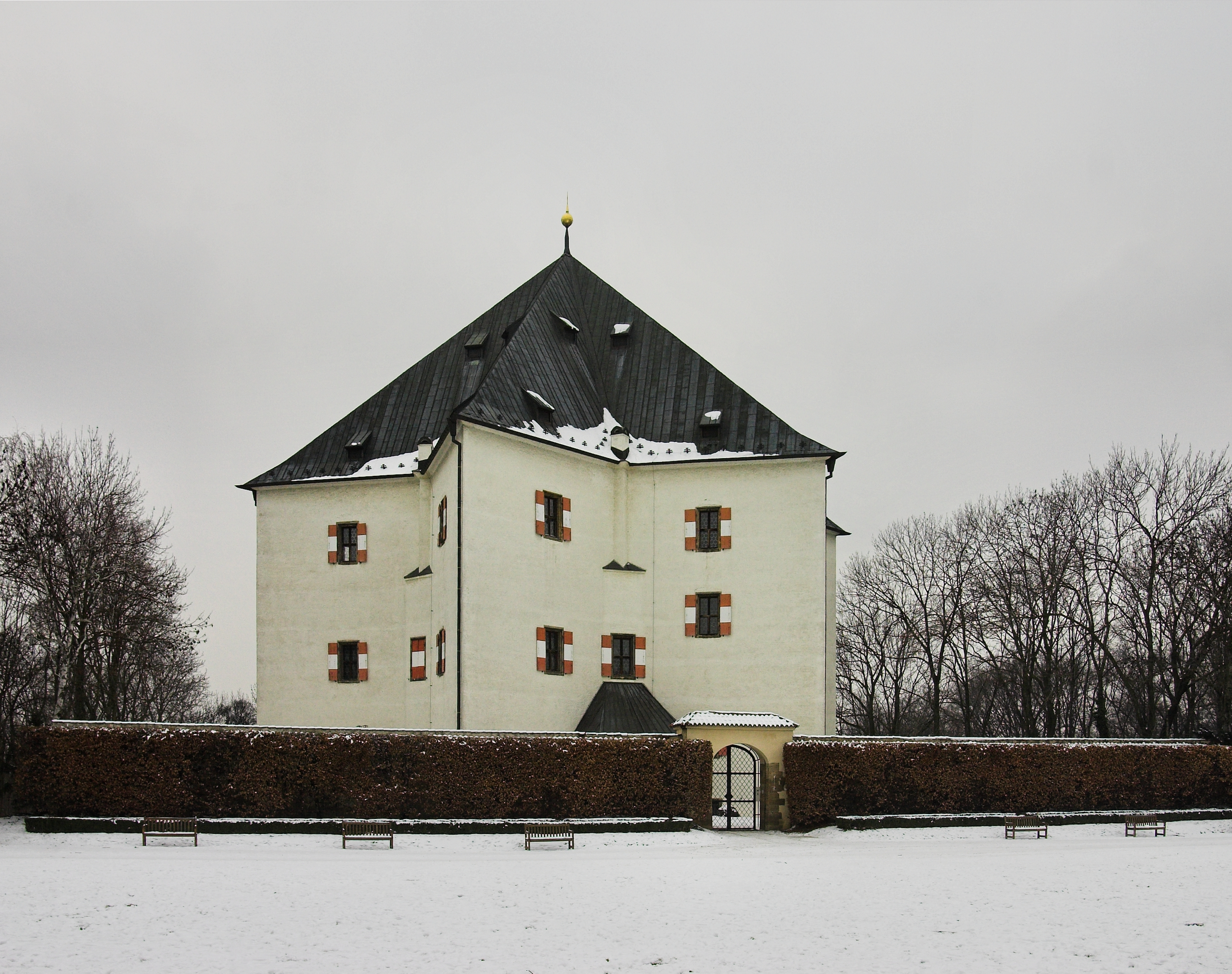
sternförmiges Lusthaus Schloss Stern (1556–1560) bei Prag, Tschechien
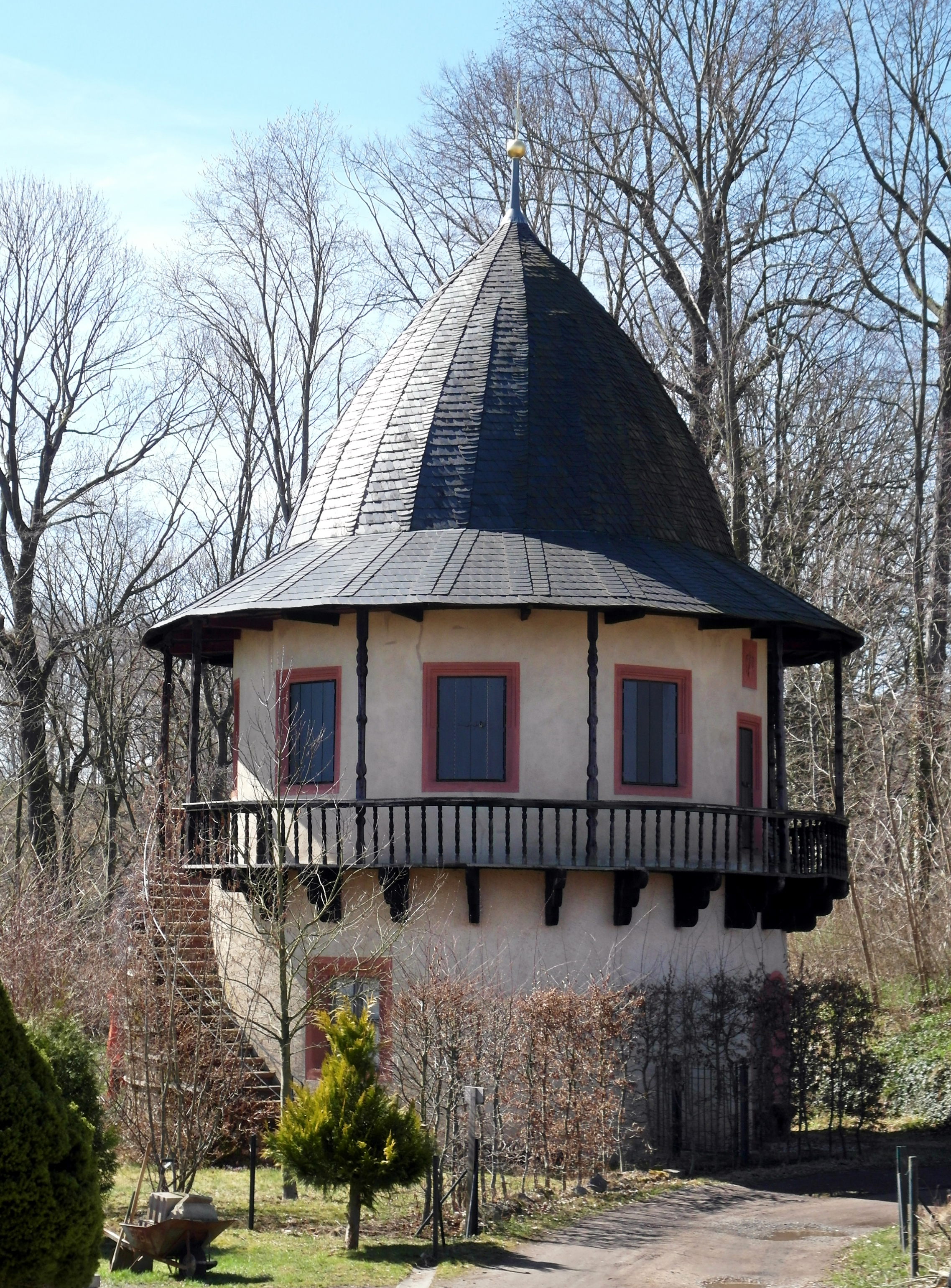
turmartiges Lusthaus (1574) vor Schloss Rochsburg, heute einzigartige Anlage in ganz Sachsen
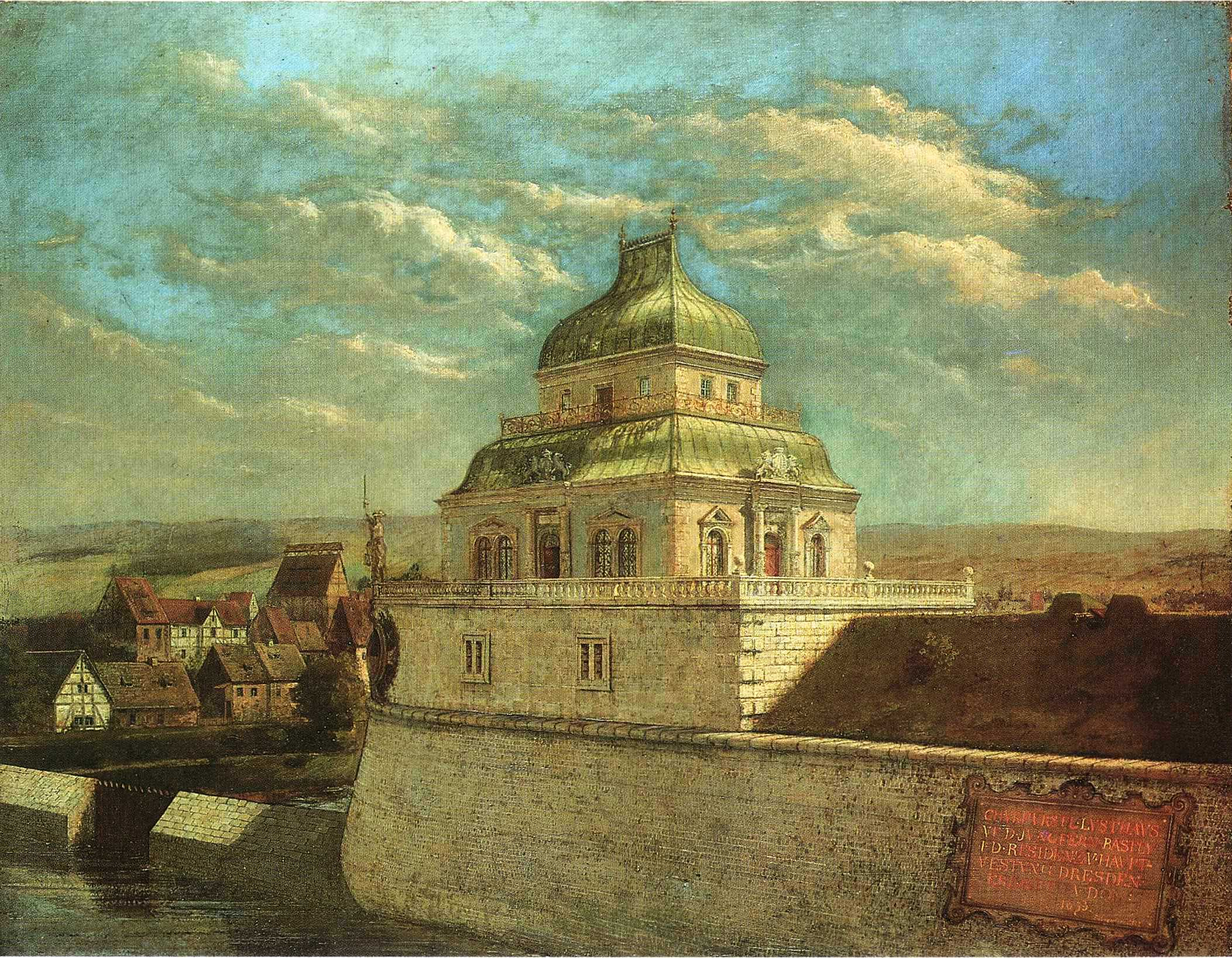
erstes Dresdner Renaissance-Lusthaus „Belvedere“ (ab 1590), nach mehrfachem Umbau/Neubau 1945 zerstört, Sachsen
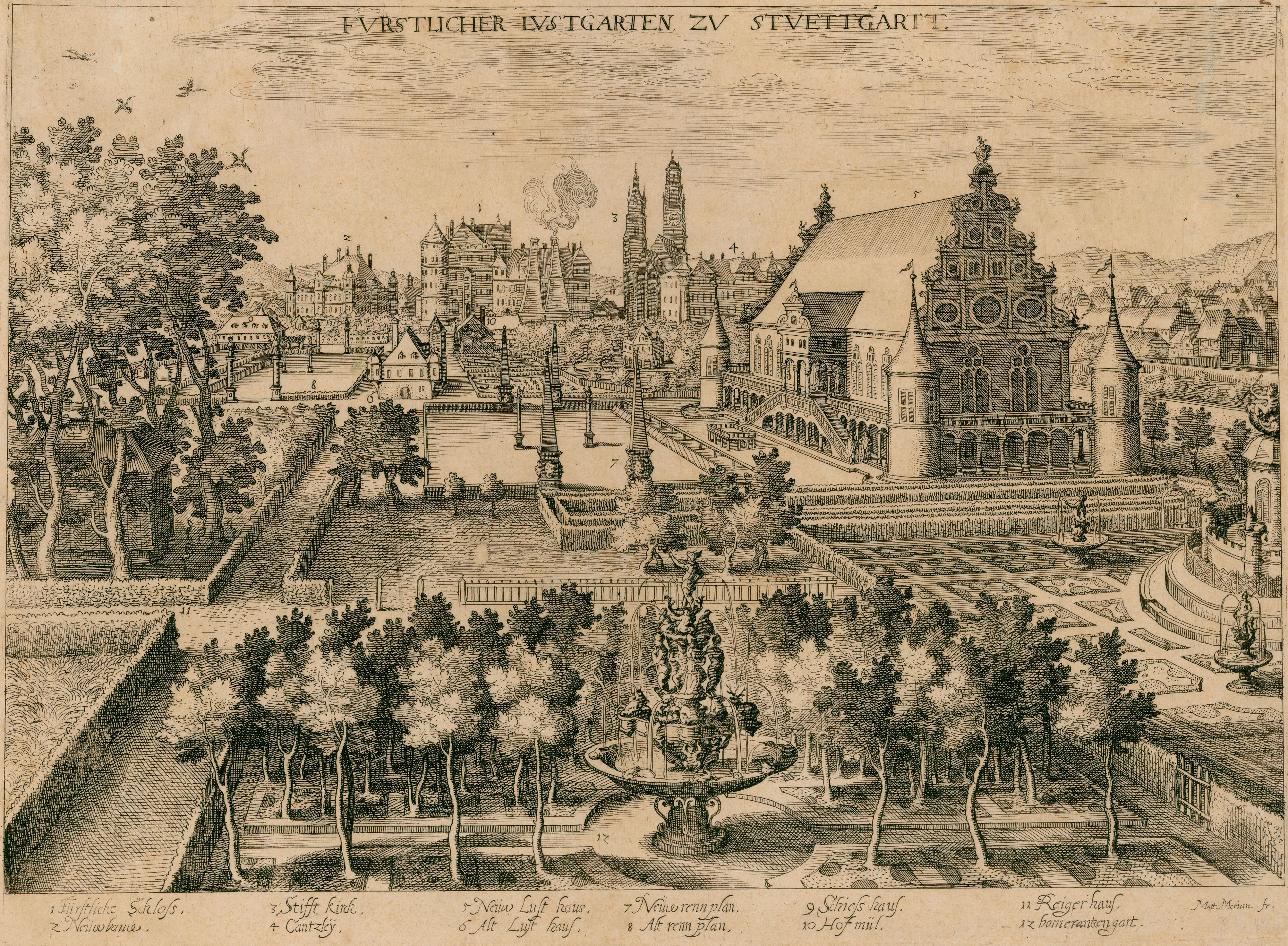
manieristisches Neues Lusthaus in Stuttgart (1584 bis 1593) im Jahre 1616, nur Teile davon sind erhalten geblieben, Baden-Württemberg
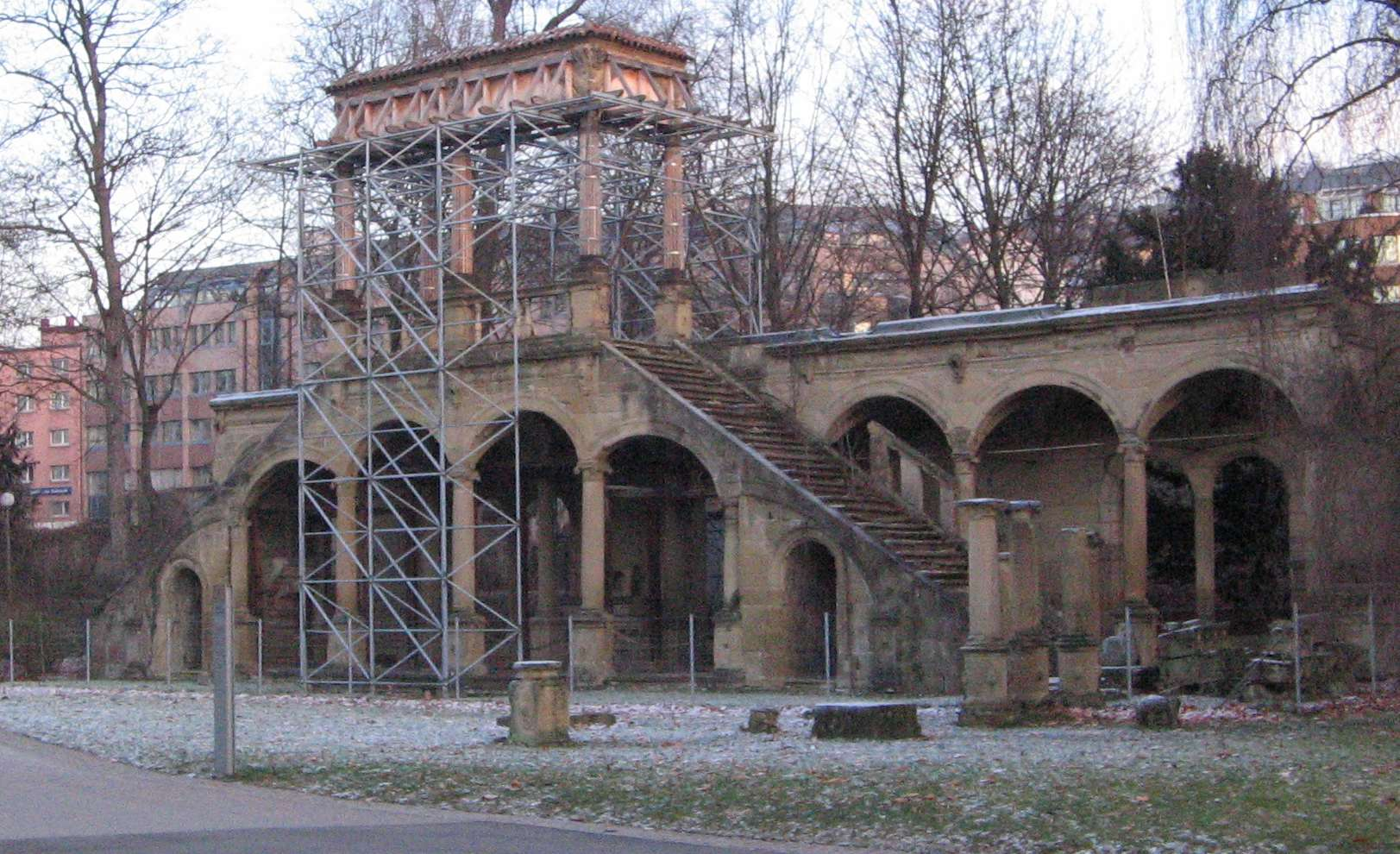
Ruine des manieristischen „Neuen Lusthauses“ in Stuttgart im Jahre 2007, Baden-Württemberg
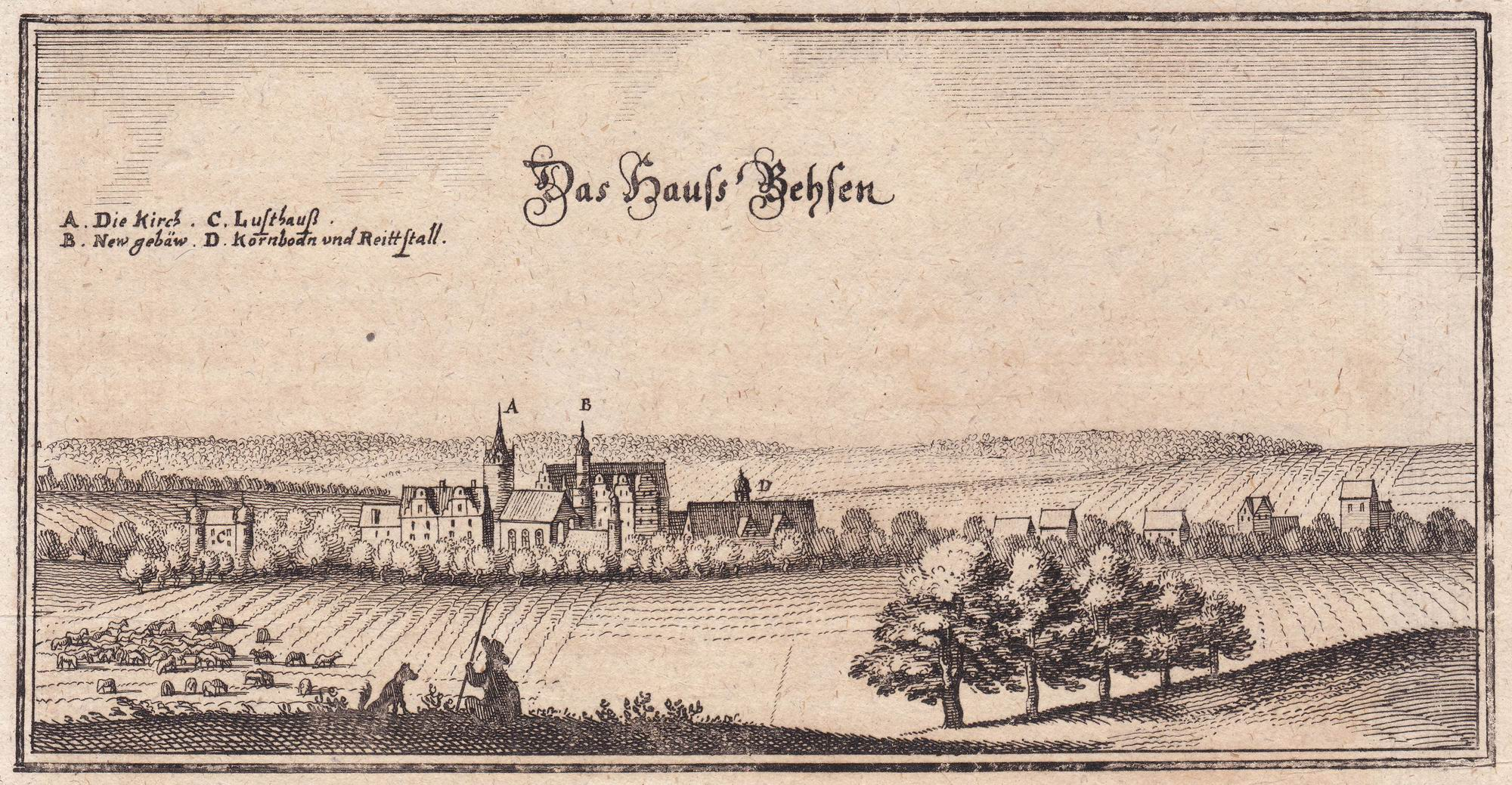
das Lusthaus mit zwei Türmen (links) bei Schloß Behsen, Merian um 1653, vermutlich abgegangen, Halle (Saale), Sachsen-Anhalt
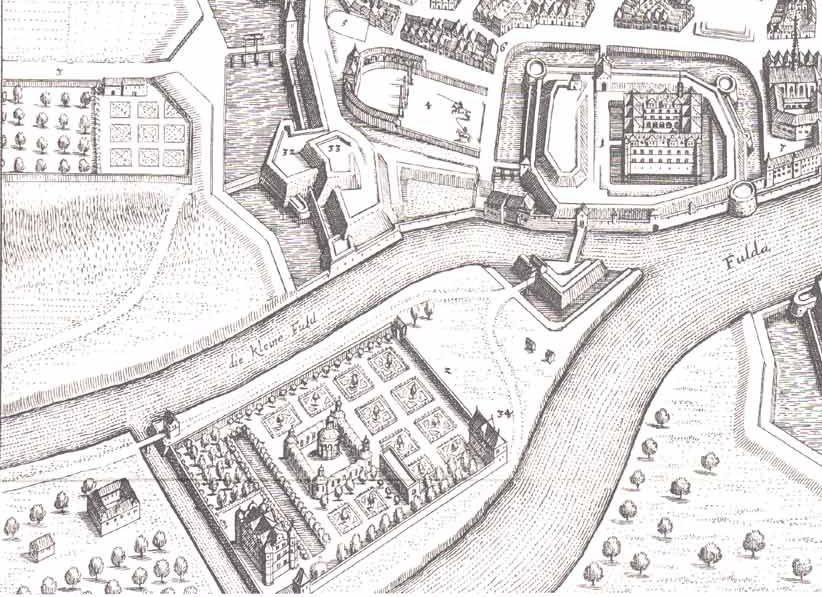
Lusthaus Moritzaue (heute Karlsaue) mit Umfassungsmauer und vier Türmen in der Moritzaue mitten im Renaissancepark Kassel, Merian um 1653

### Lusthäuser des Barock
Besonders bemerkenswert ist die sogenannte „Wasserburg Seligenstadt“ in Hessen, ein hochbarockes Lusthaus mit Wassergraben, Zugbrücke und Ecktürmchen an der Umfassungsmauer. Die Beliebtheit der Lusthäuser in adeligen Parks erreichte im Barock ihren Höhepunkt.

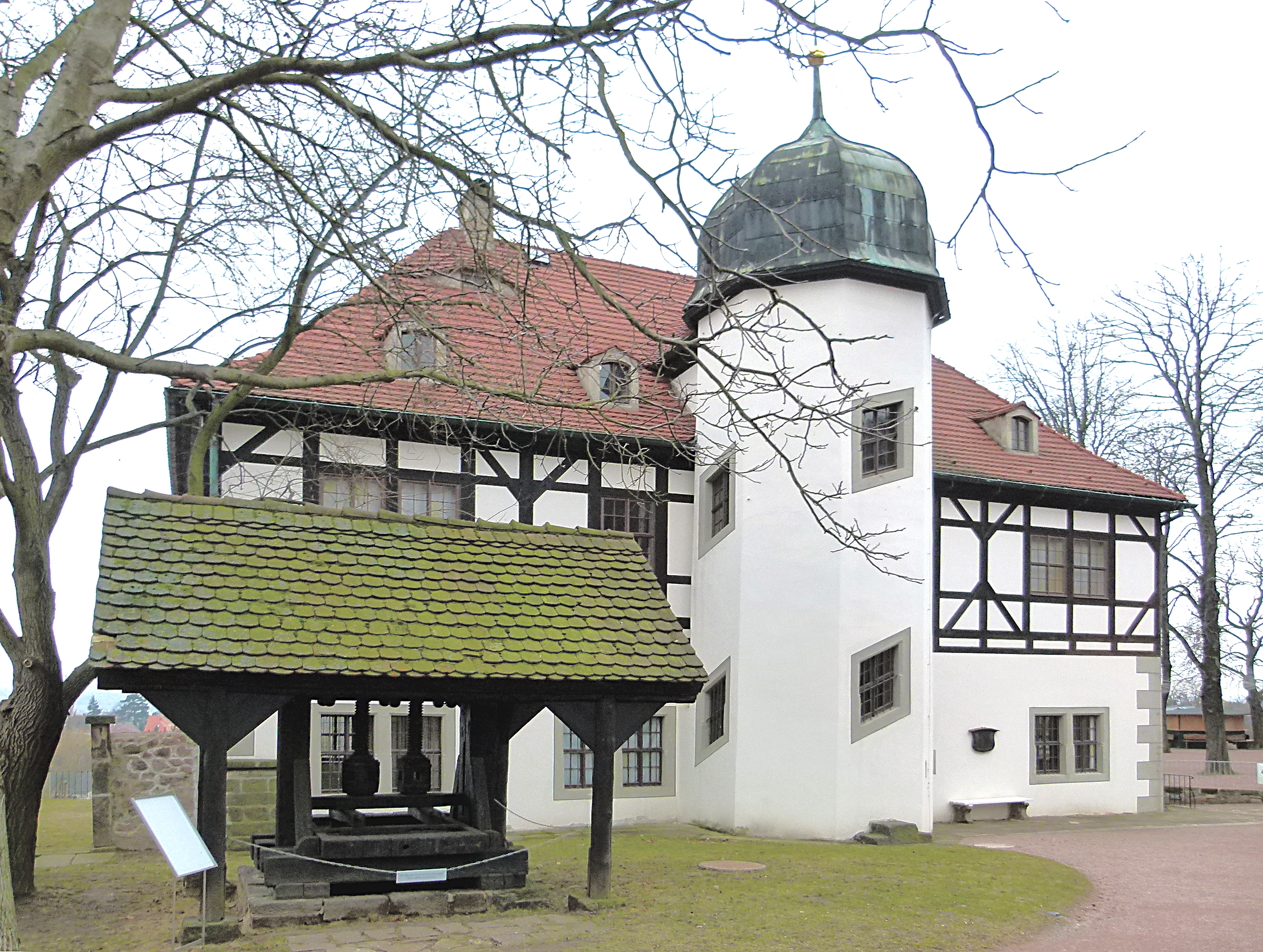
Berg- und Lusthaus Hoflößnitz der sächsischen Kurfürsten, von 1648/50
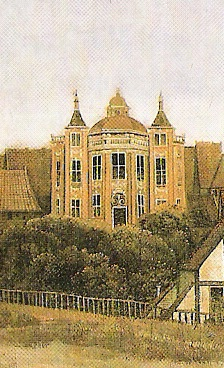
frühbarockes Neues Lusthaus Berlin (um 1650 errichtet), 1798 abgerissen, Berlin
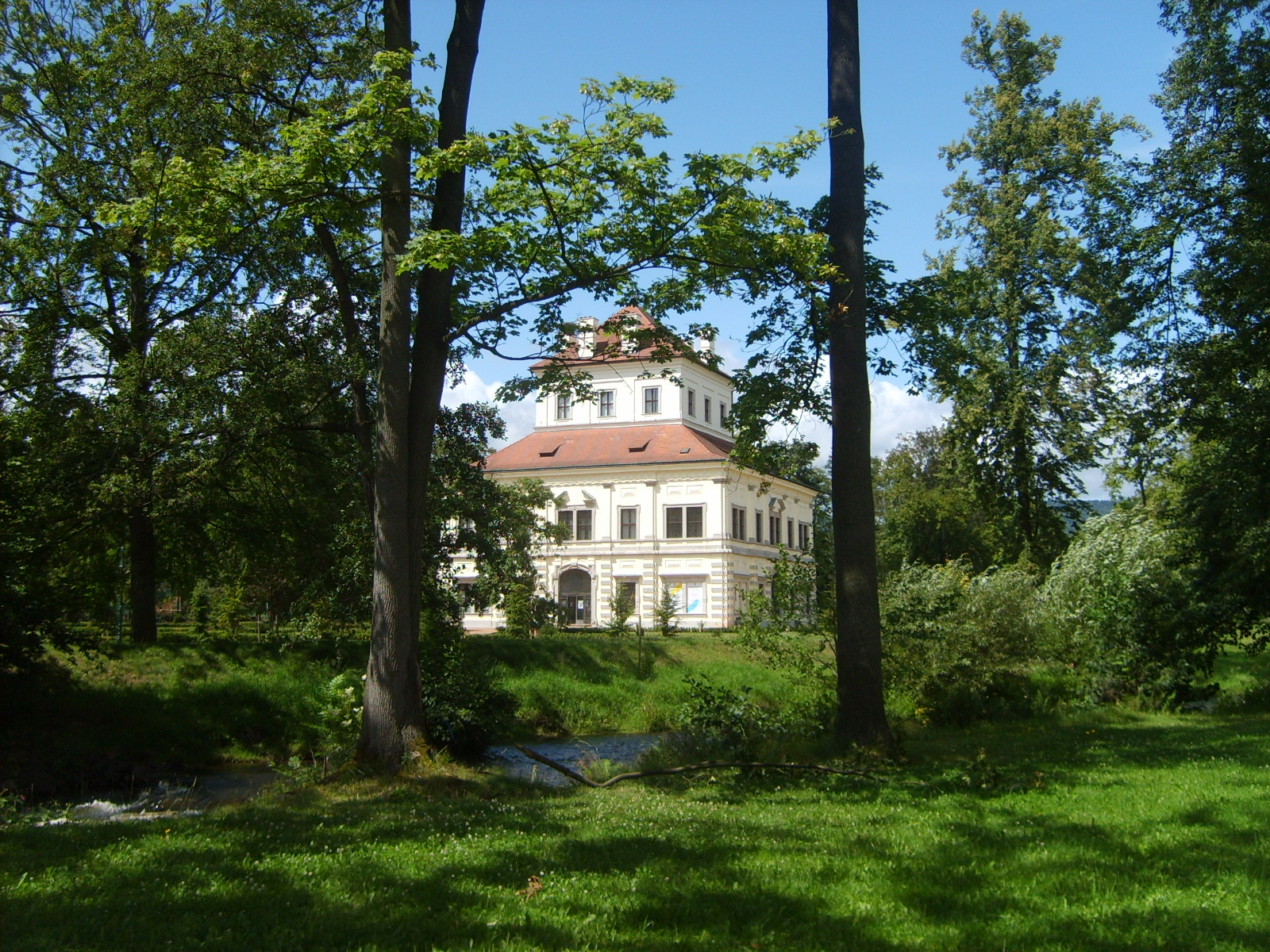
frühbarockes Lustschloss „Weißes Schloss“ (1673 bis 1679), Außenfassade aber im Stile des Manierismus (Spätrenaissance), in Ostrov nad Ohří, Tschechien
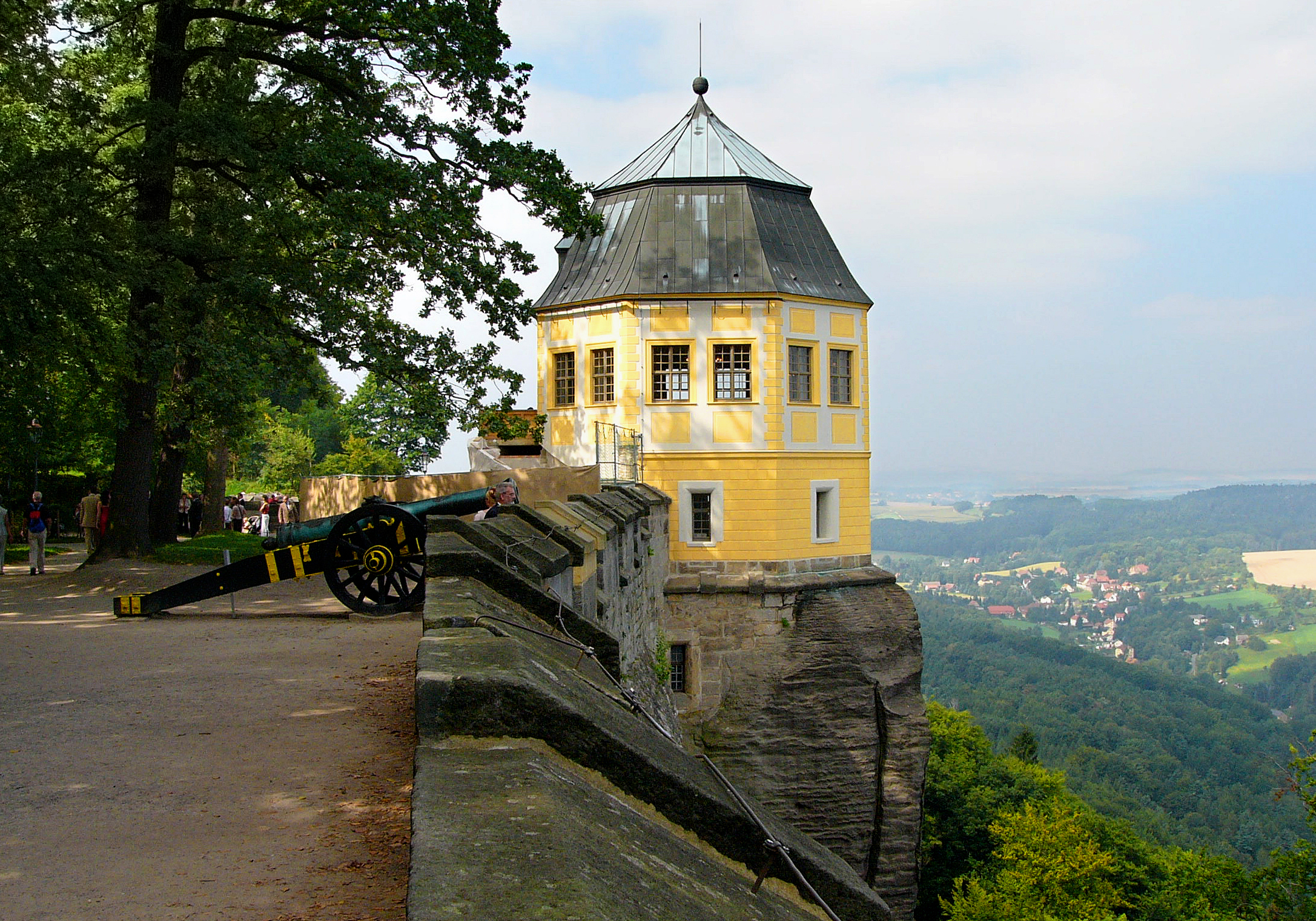
heute barockes Lusthaus „Friedrichsburg“ -ursprünglicher Renaissancebau „Christiansburg“ (1589–1591) nach Christian I. von Sachsen – auf der Festung Königstein, Sachsen
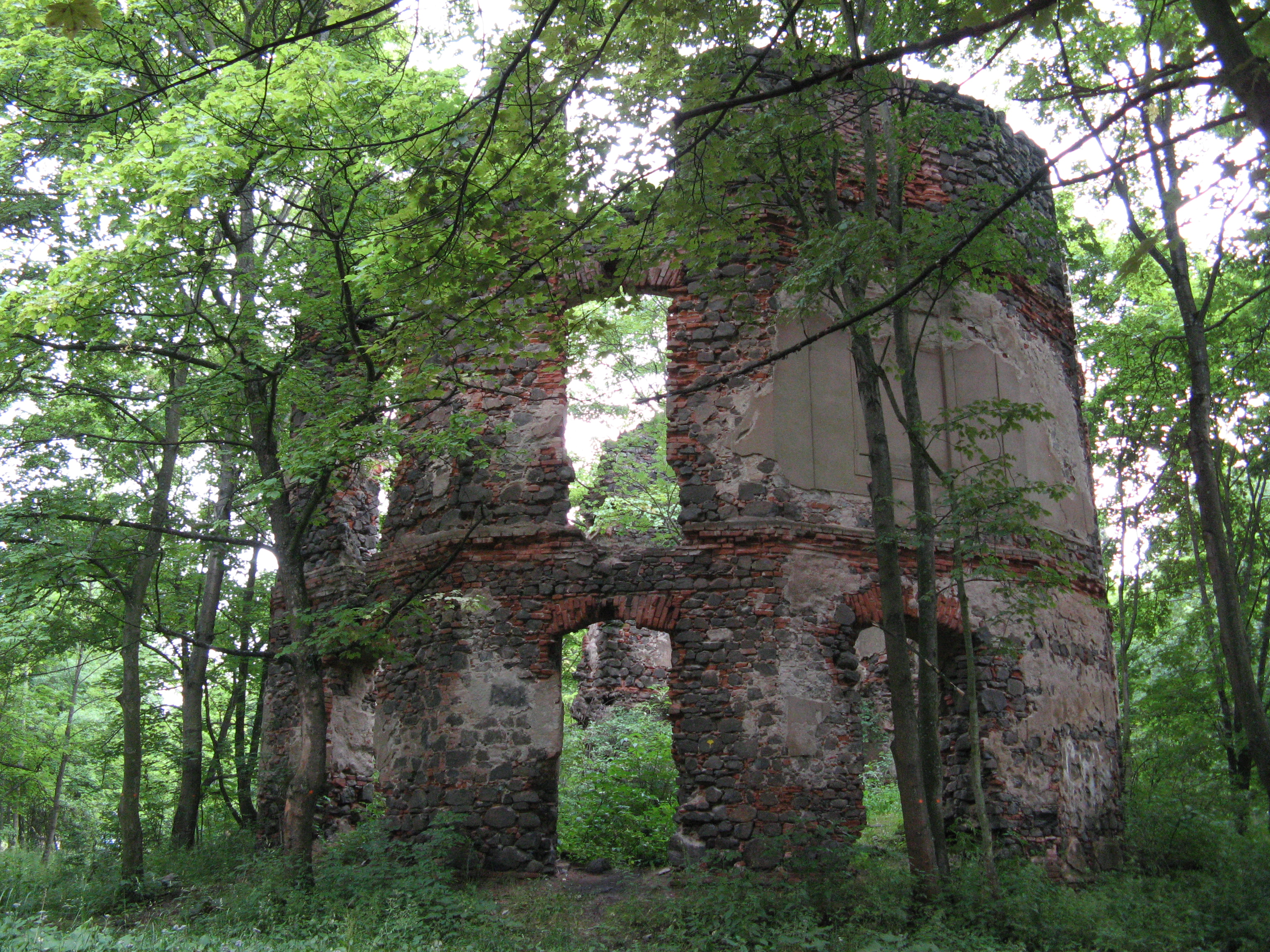
Ruine des oktogonalen Lusthauses/Jagdhauses „Zamek Mořičov (Möritschau)“ (1738–1739) auf gleichnamigem Berg bei Ostrov, Tschechien
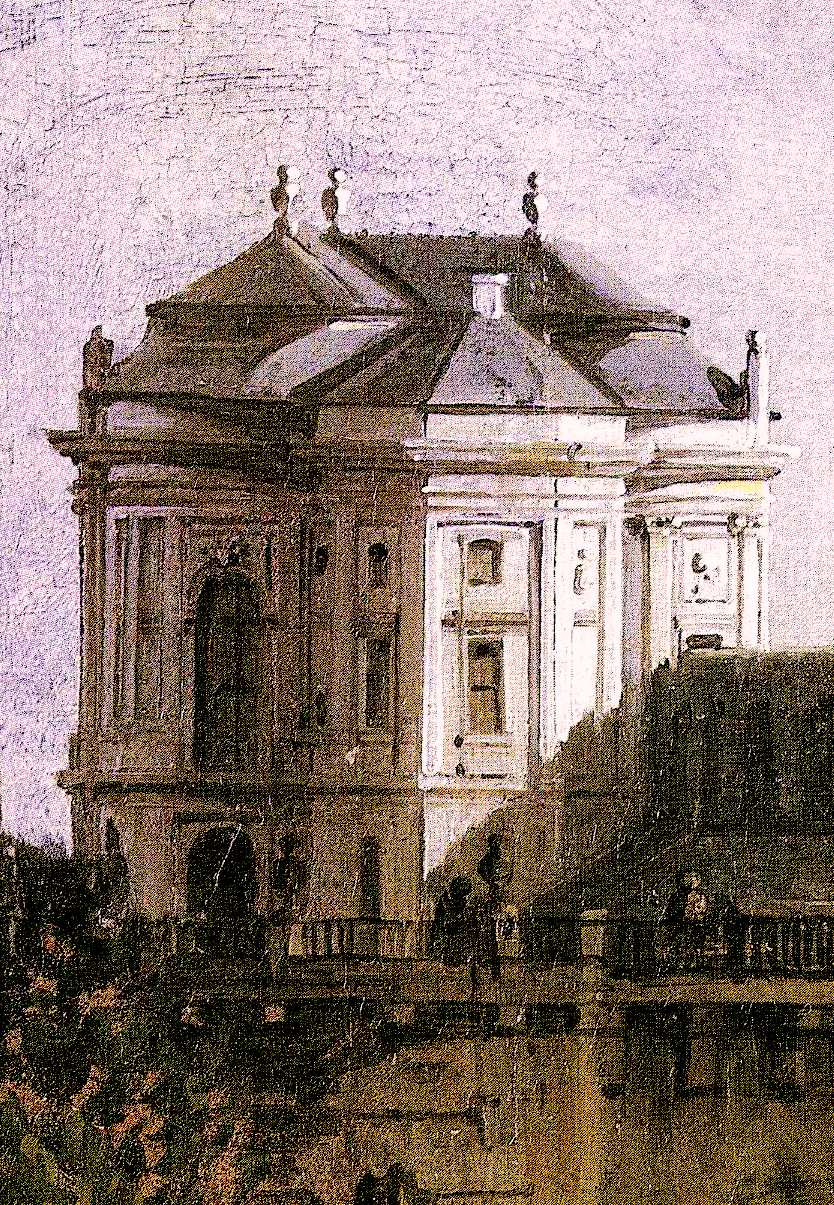
Zweites Dresdner Belvedere (1749–1751), Rokoko
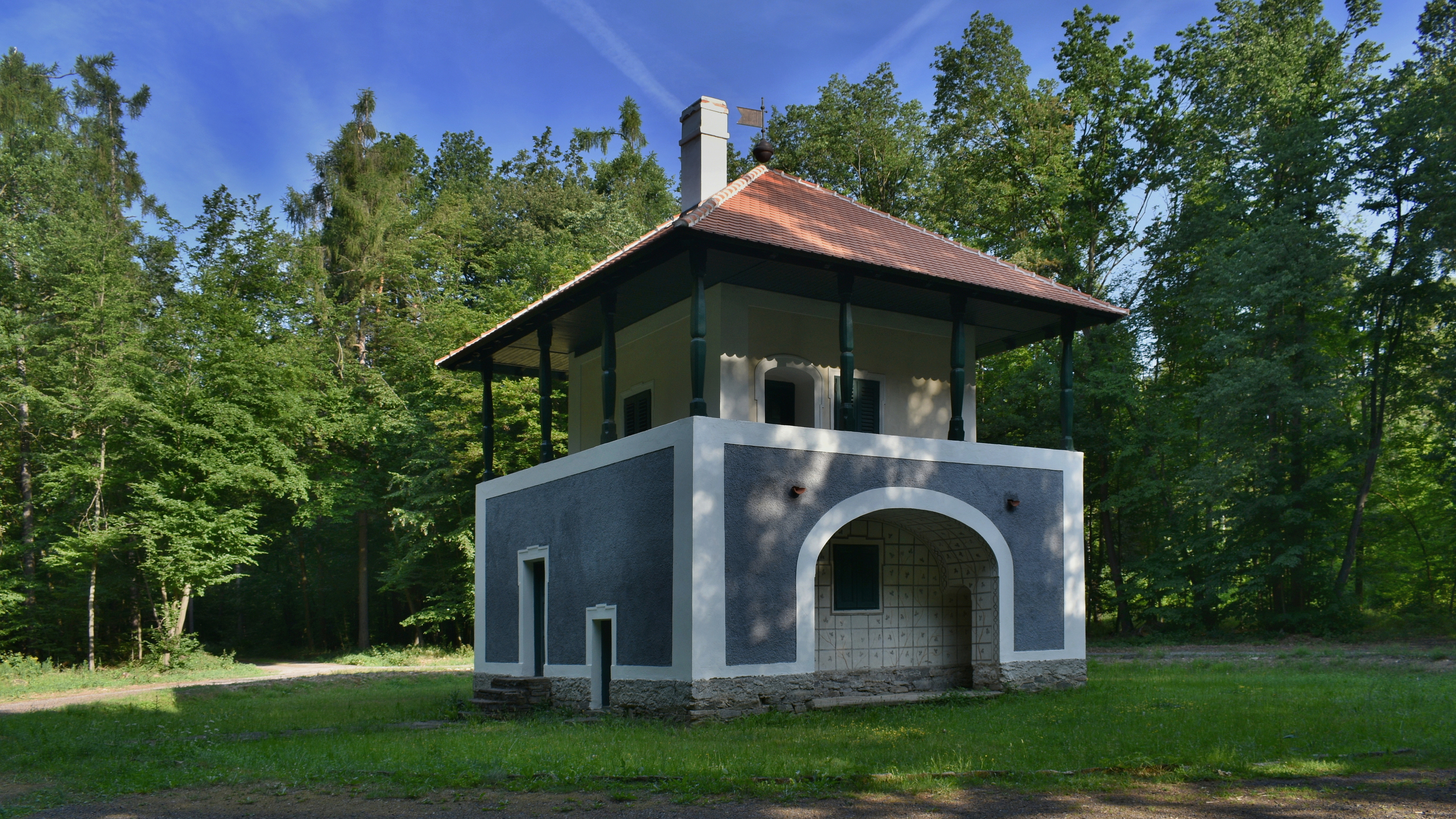
spätbarockes Lusthaus (um 1780) in Podyjí bei Čížov (Horní Břečkov), Tschechien
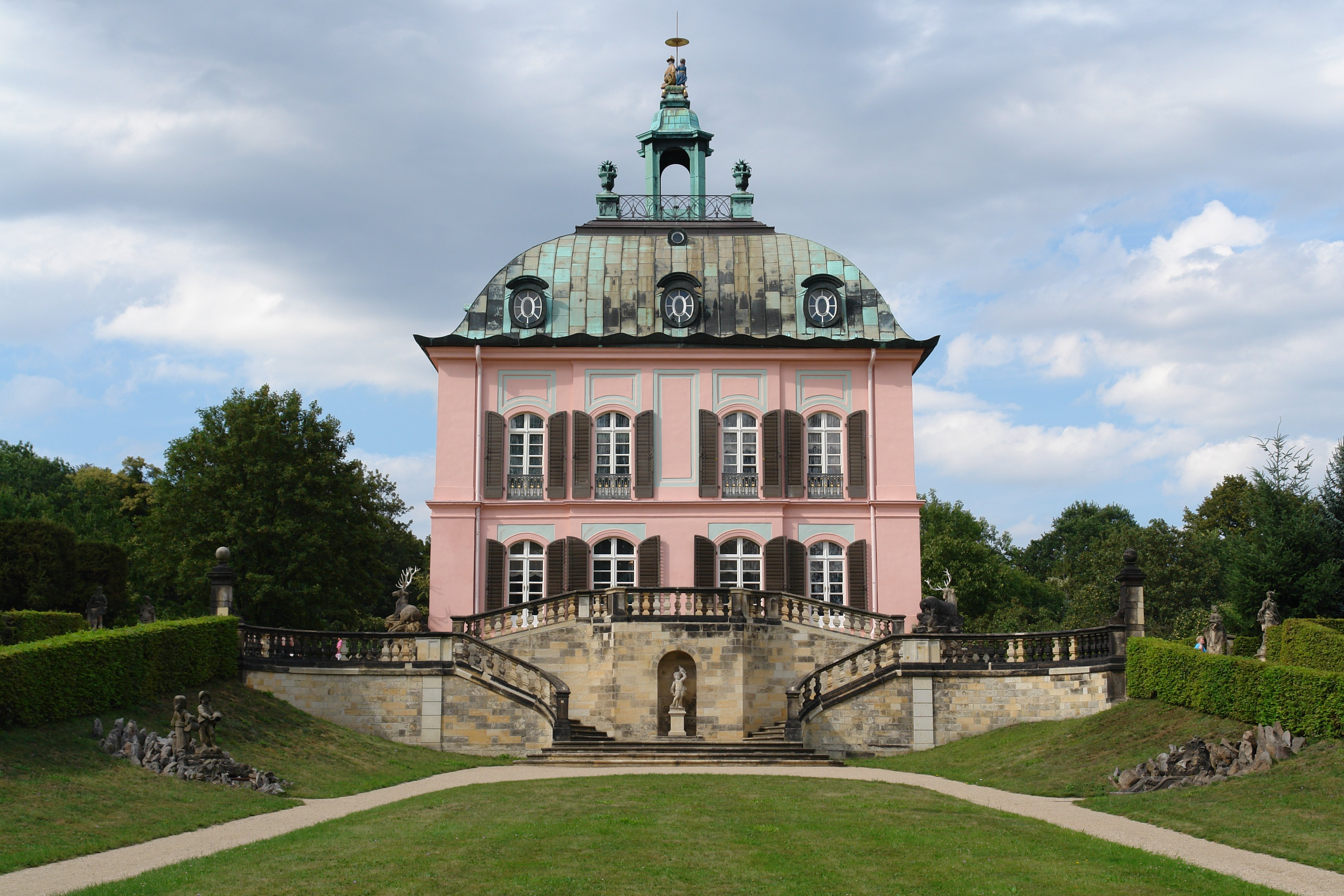
(spätbarockes) Rokoko-Lustschlösschen „Fasanenschlösschen“ (1769 bis 1782) in Moritzburg, Sachsen
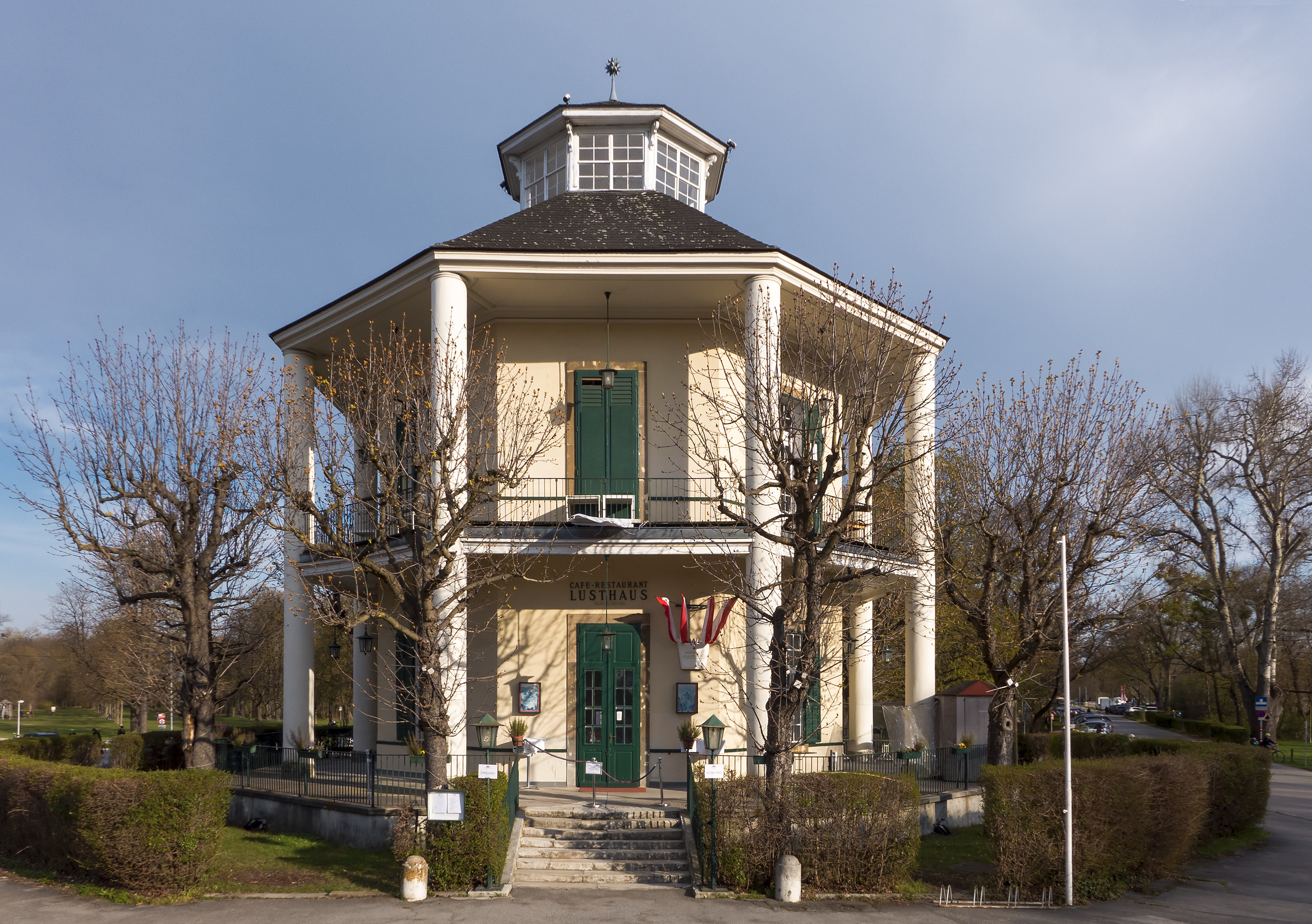
spätbarockes Lusthaus (Wien), 1781–1783, Rekonstruktion nach 1945, Österreich

## Lusthäuser des Klassizismus und des Historismus

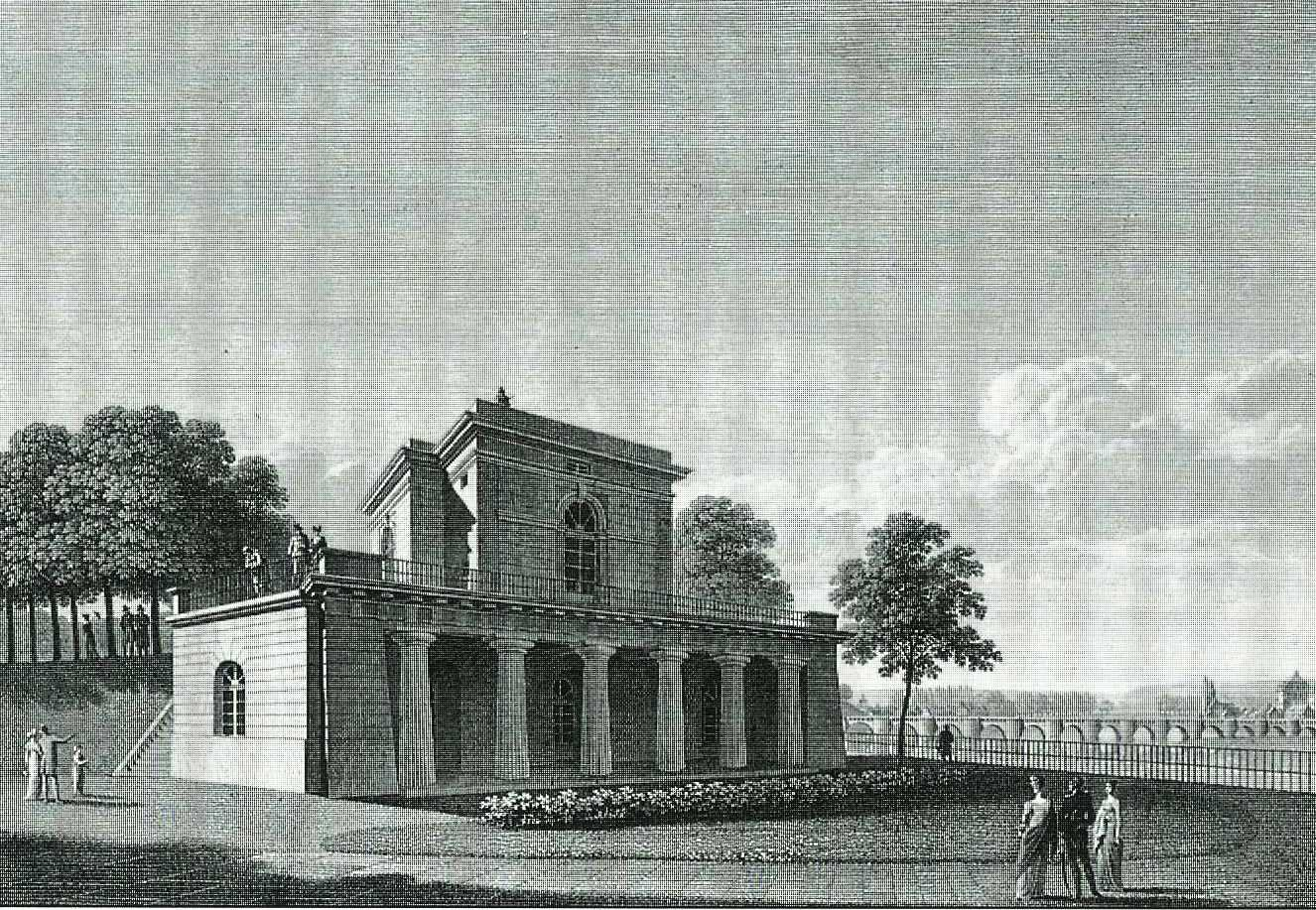
klassizistisches (drittes) Dresdner Lusthaus „Belvedere“ (1814 erbaut), 1842 abgebrochen
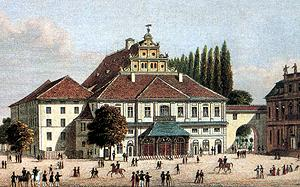
städtisches Lusthaus als Hoftheater in Stuttgart 1845, Baden-Württemberg
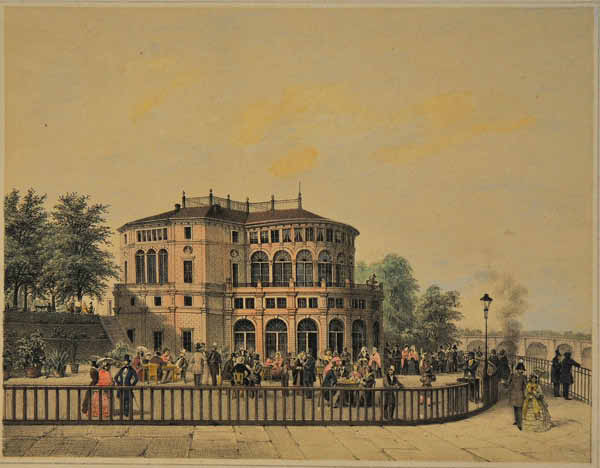
viertes Dresdner Lusthaus „Belvedere“ (1842 erbaut im „Italienischen Stil“), Ansicht um 1850, 1945 zerstört

## Zeitgenössische Berichte über Lusthäuser
Während über die beiden Lusthäuser auf der sächsischen Festung Königstein bezüglich ihrer Nutzung kaum etwas überliefert ist, existieren zur Nutzung der stilistisch verschiedenen – zeitlich aufeinander folgenden – Lusthäuser auf der Dresdner Jungfernbastei mehrere Berichte, die belegen, dass das Dresdner Lusthaus bei Turnieren und Feuerwerksveranstaltungen benutzt wurde. Im Jahr 1629 berichtet Philipp Hainhofer in seinem Tagebuch:

„Wie man den Kaiser Matthiam, König Ferdinandum und Herzogen Maximilianum auf der Mönchwiesen über der Elbe empfinge, da war die Bastei und das Lusthaus voll Geschütz und Feuerwerk welche herüberspielten.“

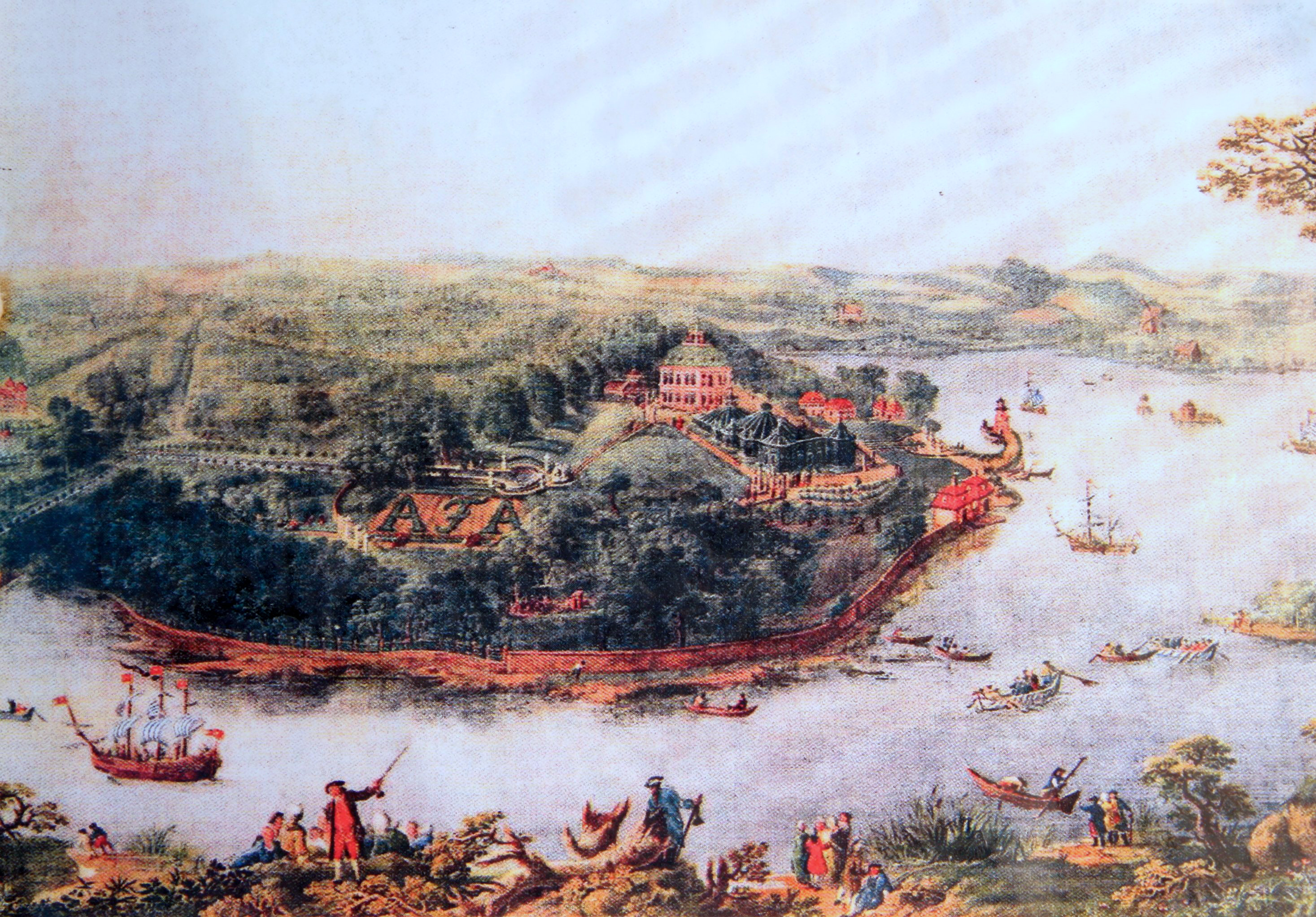
Fasanenschlösschen mit Fasanerie und Mole mit Leuchtturm im Großteich bei maritimen Spielen um 1790

Die bekannte Abbildung der „Seeschlachten“ von Moritzburg vor dem Fasanenschlösschen verdeutlicht die Bedeutung eines barocken Lustschlösschens/Lusthauses im Zusammenhang mit hochherrschaftlichen Festen.